# Amir Rrahmani
Amir Kadri Rrahmani (Priština, 24. veljače 1994.) kosovski je nogometaš koji igra na poziciji centralnog beka. Trenutačno igra za Napoli.

## Klupska karijera

### Omladinska karijera
Tijekom svoje omladinske karijere igrao je za klubove: Kosova Prishtinë, Ramiz Sadiku i Drenica. U potonjem je klubu započeo profesionalnu karijeru. 

### Partizani Tirana
Dana 5. srpnja 2013. prešao je u Partizani Tirana bez odštete. Za klub je debitirao 21. rujna u ligaškoj utakmici protiv kluba Besa Kavajë (1:0). U kupu je debitirao 23. listopada u neriješenoj utakmici protiv Ade u kojoj su obje momčadi zabile jedan gol. Prvi gol postiže 31. siječnja 2015. protiv Apolonije Fier (2:0). Na kraju sezone 2014./15. imenovan je talentom sezone albanske nogometne lige.

### Split
Dana 5. lipnja 2015. prešao je u Split. Za Split je debitirao 13. srpnja u utakmici 1. HNL protiv Lokomotive (2:1). Svoj jedini gol za Split postigao je u porazu protiv Rijeke (1:2).

### Dinamo Zagreb
Dana 30. kolovoza 2016. prešao je u Dinamo Zagreb za 1,6 milijuna eura.

#### Posudba u Lokomotivu
Dan nakon prelaska u Dinamo, poslan je na posudbu u zagrebačku Lokomotivu do kraja sezone. Za Lokomotivu je debitirao 11. rujna u utakmici 1. HNL protiv Slaven Belupa (3:2). Osam dana kasnije debitirao je u kupu protiv Krka (2:1). Jedini gol za klub zabio je 18. prosinca u utakmici protiv Splita.

#### Povratak s posudbe
Za Dinamo je debitirao 21. srpnja 2017. godine u utakmici 1. HNL protiv Cibalije (4:0). Svoj prvi gol za Dinamo zabio je Slaven Belupu (2:0) 20. kolovoza. U kupu je debitirao 20. rujna kada je Dinamo pobijedio Borac Imbriovec s visokih 6:0. U UEFA Europskoj ligi debitirao je 30. rujna u utakmici grupne faze protiv Fenerbahçea (4:1).

### Hellas Verona
Prvog dana srpnja 2019. godine prešao je u Hellas Verona za 2,1 milijuna eura s klauzulom prema kojoj Dinamo dobiva deset posto iznosa od idućeg transfera. Za Hellas Veronu odigrao je samo jednu utakmicu u kupu i to 18. kolovoza kada je Cremonese porazio njegov klub 2:1 u produžetcima. Točno tjedan dana kasnije debitirao je u Seriji A protiv Bologne.

### Napoli
Odigravši samo dvadeset ligaških utakmici, Rrahmani je 20. siječnja 2020. prešao u Napoli za 14,2 milijuna eura, skoro sedam put veći iznos od iznosa njegovog transfera pet mjeseci ranije. Dinamo je tim transferom zaradio deset posto iznosa, tj. 1,42 milijuna eura (malo više od 10 milijuna kuna). Napoli ga je idući dan poslao na posudbu u Hellas Veronu do 31. kolovoza. Za Napoli je debitirao 3. siječnja 2021. u utakmici Serie A protiv Cagliari Calcija (4:1). Deset dana kasnije debitirao je za Napoli u kupu protiv Empolija (3:2). U UEFA Europskoj ligi debitirao je 18. veljače u utakmici šesnaestine finala protiv Granade (0:2). Svoj prvi gol za Napoli postigao je 23. svibnja u ligaškoj utakmici protiv Hellas Verone koja je završila 1:1.

## Reprezentativna karijera
Prije igranja za Kosovo, Rrahmani je igrao za Albaniju za koju je skupio dva nastupa u prijateljskim utakmicama te je postigao jedan gol. Za Albaniju je debitirao 8. lipnja 2014. u prijateljskoj utakmici protiv San Marina (3:0). U svojoj drugoj, ujedno i posljednjoj utakmici za Albaniju, odigranu protiv Kosova, zabio je svoj jedini gol u dresu Albanije (2:2).
Za Kosovo je debitirao 25. svibnja 2014. protiv Senegala (1:3). Prvi gol u dresu Kosova zabio je Turskoj 11. lipnja 2017. (1:4).

## Priznanja

### Individualna
- Talent sezone Albanske Superlige: 2013./14. (3. mjesto),[14] 2014./15.[3]

### Klupska
Dinamo Zagreb
- 1. HNL (2): 2017./18., 2018./19.
- Hrvatski nogometni kup (1): 2017./18.

Napoli
- Serie A (1): 2022./23.[15]

## Vanjske poveznice
- Amir Rrahmani, Soccerway
- Amir Rrahmani, National-Football-Teams.com
- Amir Rrahmani, Transfermarkt